# Argestues
Argestues és una entitat de població del municipi de les Valls d'Aguilar, a la comarca de l'Alt Urgell.
El llogaret se situa a la vall del riu de Pallerols, al nord-est del terme municipal. S'hi troba l'església de Santa Coloma d'Argestues.